# اندیس گرموک
گرموک یک اندیس غیرفلزی است که در حوالی شهر سمیرم استان اصفهان قرار دارد و مادهٔ معدنی موجود در آن، سیلیس است.  